# Bernt Schröder
Bernt Schröder (* 13. März 1933 in Colmar bei Ovelgönne in der Wesermarsch) ist ein deutscher Geologe.
1955 erhielt er sein Diplom in Geologie und 1957 wurde er in Erlangen promoviert und war dort 1958 bis 1966 Assistent. 1966 wurde er Universitätsdozent und 1970 Dozent in Bochum und später Professor.

## Ehrungen
- 1999: Abraham-Gottlob-Werner-Medaille der Deutschen Gesellschaft für Geowissenschaften[2]
- 2019 Ehrenmitglied des Thüringischen Geologischen Vereins[3]

## Schriften
- Erläuterungen zur Geologischen Karte von Bayern, 1:25000 Blatt Nr. 5829 Hofheim i. UFr., 116 S., 26 Abb., 5 Tabellen, 1 Beilage, Bayerisches Geologisches Landesamt, München 1976
- Fränkische Schweiz und Vorland. Borntraeger, Sammlung Geologischer Führer, 1970, 3. Auflage. 1977